# ブラインドスポットモニター

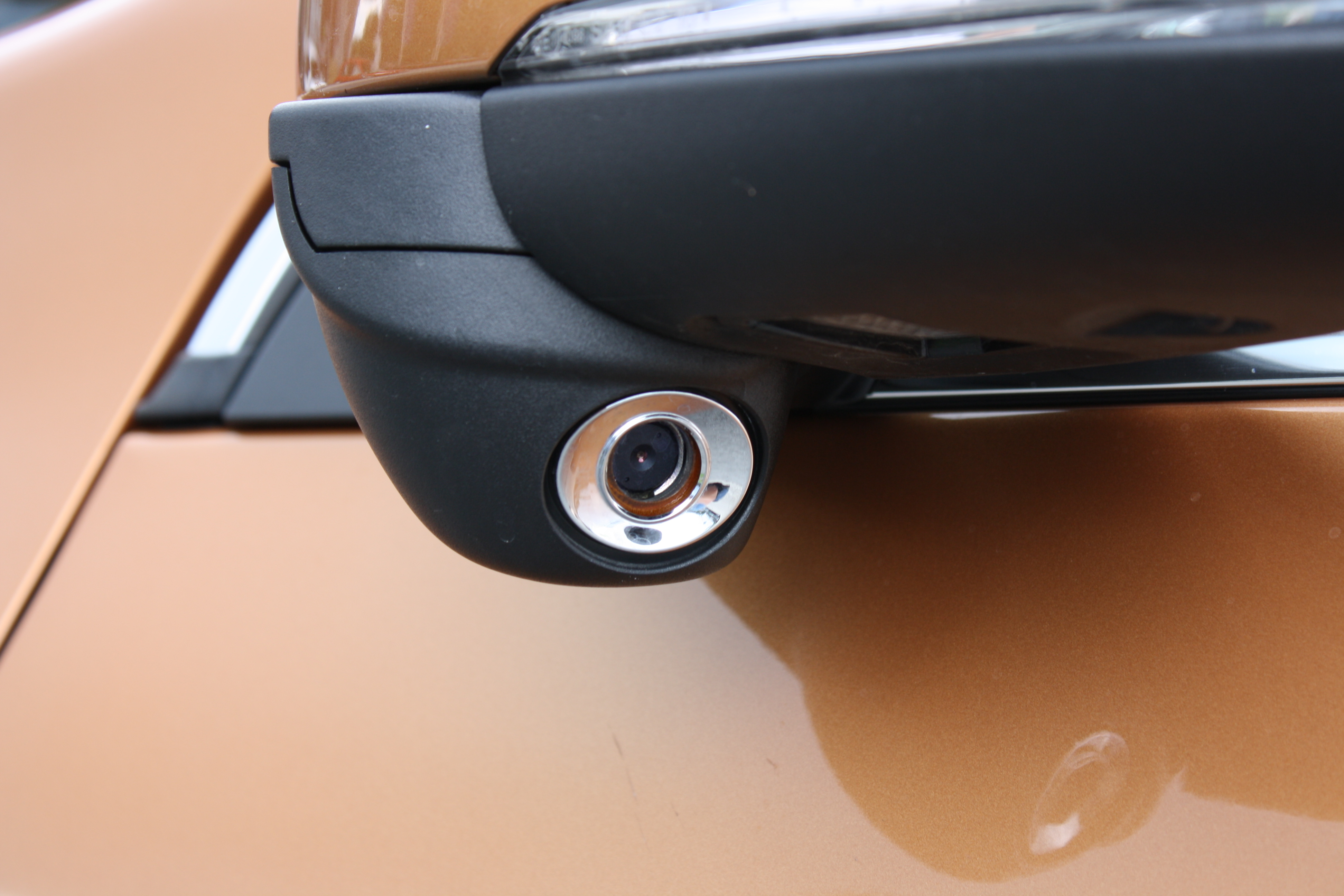
BLIS Volvo S60

ブラインドスポットモニター（英：blind spot monitor）とは、運転席側、助手席側、後方含む車外に位置する他の自動車（車両）を検出するシステムである。
ブラインドスポット・インフォメーション・システム（死角情報システム、英：Blind Spot Information System）と呼ばれることもある。

## 概要
自動車の車体、ドアミラー等に内蔵されたカメラまたはセンサー、ミリ波レーダー等で、車外の状況を監視する。
自動車の運転手が走行中に車線変更する場合、死角に入った側面または後方の自動車（車両）への衝突を防ぐため、運転手に、視覚的、聴覚的、振動的に警報を発する。
また運転手が駐車スペースから後退出庫する場合に、後方左右から接近する自動車（車両）を警告する製品もある。

## 各社のブラインドスポットモニター
ボルボ
BLISは、ボルボが開発した死角情報システム（Blind Spot Information System）の頭文字である。
2001年、コンセプトカーボルボ・SCC（Safety Concept Car）に死角情報を運転者に警告する技術を導入した。

2007年、世界で初めてボルボが市販化。ドアミラーのカメラで死角領域をなくすシステムを ボルボ・S80に最初に導入した。

2013年にはレーダー方式も採用し、車両の側方と後方に監視範囲を拡大している。

2019年、ステアリング・アシスト付BLISTM（後車衝突回避支援機能付ブラインドスポット・インフォメーション・システム）を追加した。
マツダ
日本の自動車メーカーで初めてマツダがBSM（ブラインド・スポット・モニタリング）を導入した。
2008年、CX-9の上級グレードに装備し、その後オプションパッケージとしてCX-8、CX-5、CX-3、アテンザ、アクセラ 、デミオにも装備。
日産自動車
ブラインドスポットワーニング（BSW） - 後側方車両検知警報。

インテリジェント（BSI）- 後側方衝突防止支援システム。

後退時車両検知警報（RCTA） - 後退時に後方車両との衝突回避する装置。
トヨタ自動車、スズキ、ダイハツ
ブラインドスポットモニター（BSM）。
本田技研工業
ブラインドスポットインフォメーション
スバル
スバルリヤビークルディテクション（後側方警戒支援システム）。
三菱自動車工業
後側方車両検知警報システム（レーンチェンジアシスト機能付）。